# Arfst Wagner

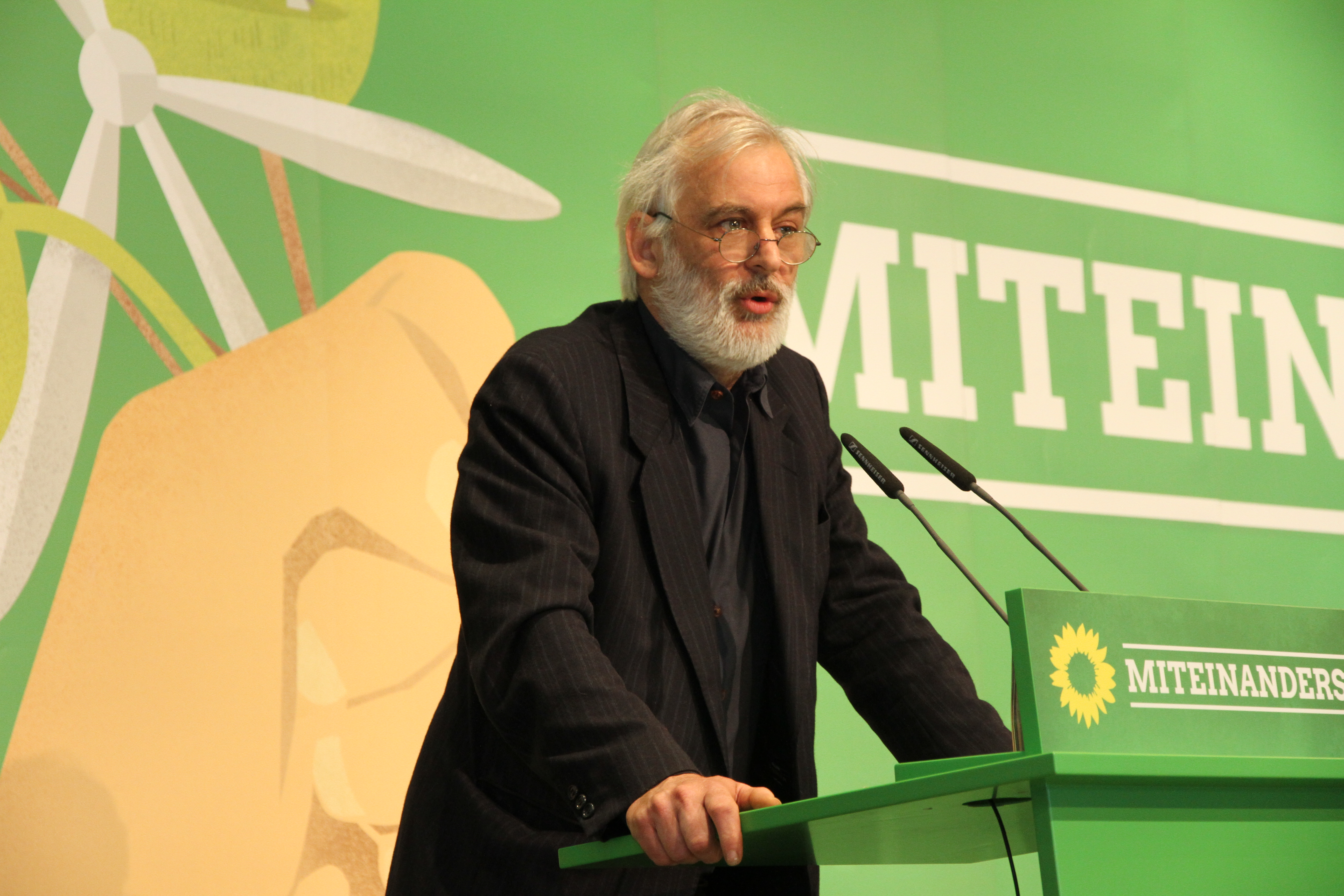
Arfst Wagner auf dem Landesparteitag in Neumünster am 23. April 2016

Arfst Wagner (* 13. März 1954 in Wyk auf Föhr) ist ein deutscher Lehrer, Schriftsteller und Politiker (parteilos, zuvor Bündnis 90/Die Grünen). Von 2012 bis 2013 gehörte er dem Deutschen Bundestag an, von 2015 bis 2017 war er Landesvorsitzender von Bündnis 90/Die Grünen Schleswig-Holstein.

## Leben
Arfst Wagner studierte von 1977 bis 1978 am Institut für Waldorf-Pädagogik in Witten-Annen, von 1978 bis 1980 Eurythmie an der Schule für Eurythmische Kunst bei Heinz Schimmel in Hannover und von 1979 bis 1981 Schauspiel und Sprachgestaltung an der Schule für Sprachgestaltung und dramatische Kunst bei J. W. Ernst in Muttenz bei Basel. Von 1981 bis 2015 war er Lehrer für Eurythmie und freie Religion an der Freien Waldorfschule in Rendsburg.
Wagner war 1980/81 am Aufbau einer „Freien Studiengruppe“ in Freiburg-St. Georgen beteiligt. Im Jahr 1987 begründete er den Lohengrin-Verlag, der sich zunächst um die Herausgabe polnischer Klassiker (Adam Mickiewicz) und um die deutsch-polnischen Beziehungen bemühte, später Schriften zur Anthroposophie und zum Thema „Anthroposophie und Nationalsozialismus“ publizierte. Von 1987 bis 2007 war Wagner Mitglied der Redaktion der anthroposophischen Zeitschrift Flensburger Hefte. Von 1988 bis 1990 war er Herausgeber der Zeitschrift Pegasus. Er ist Mitglied der Anthroposophischen Gesellschaft. Von 2015 bis 2018 war er Mitglied im Kuratorium Schule – Wirtschaft – Politik des Instituts für Talententwicklung (IfT).
Von 2001 bis 2002 studierte er Heileurythmie im Krankenhaus Hamburg-Rissen (Diplom-Heileurythmist).
Arfst Wagner ist Vater von drei Kindern.

### Politische Tätigkeit
In den 1980er Jahren war er Mitarbeiter der polnischen Gewerkschaftsbewegung Solidarność im „Aktionskomitee Solidarnosc Mainz“ und unter dem Pseudonym Josef Niemec Autor der Zeitschrift Solidarnosc-Bulletin. Er organisierte die Finanzierung eines ökologischen Bauernhofs in Polen in der Nähe von Olsztyn/Masuren.
2005 kandidierte er für Bündnis 90/Die Grünen in Schleswig-Holstein auf den Listen zur Landtags- und Bundestagswahl. Er war Sprecher der LAG Sozialpolitik von Bündnis 90/Die Grünen in Schleswig-Holstein von 2003 bis 2005. Außerdem ist er seit 2000 Mitglied von Attac.
Wagner ist Mitbegründer der Bürgerinitiative für ein bedingungsloses Grundeinkommen Schleswig-Holstein im Jahr 2008 und war bis 2013 ihr Sprecher. Von 2010 bis 2012 war er Mitglied im Netzwerkrat des Netzwerks Grundeinkommen, seit 2019 in dessen Grundsatzkommission. Zur Bundestagswahl 2009 kandidierte er auf Platz 4 der Liste von Bündnis 90/Die Grünen in Schleswig-Holstein und zur Landtagswahl in Schleswig-Holstein 2012 als Direktkandidat der Partei im Wahlkreis 6 (Schleswig).
Seit dem 18. Juni 2012 war Arfst Wagner für Bündnis 90/Die Grünen Mitglied des Deutschen Bundestages als Nachrücker für die durch Verzicht ausgeschiedene Abgeordnete Ingrid Nestle. Für die Bundestagswahl 2013 wurde er auf dem Landesparteitag in Eckernförde am 16. März 2013 erneut auf dem Listenplatz 4 aufgestellt, das Wahlergebnis reichte aber nur für drei Sitze.
Seit Mai 2015 war Wagner Landesvorsitzender in der Doppelspitze von Bündnis 90/Die Grünen in Schleswig-Holstein gemeinsam mit Ruth Kastner. Er sah sich selber als Vertreter des linken Flügels und wollte die "soziale Reputation der Grünen" retten. Wagner und Kastner wurden im Oktober 2017 von Ann-Kathrin Tranziska und Steffen Regis abgelöst. Mitte 2018 trat er aus der Partei aus.

## Schriften
- Polen – Geistesgeschichtliche Entwicklungslinien. Beiträge zur Dreigliederung des sozialen Organismus, Heft 38/39. Giese, Rabel 1986.
- Briefe und Dokumente zur Geschichte der Anthroposophischen Bewegung und Gesellschaft in der Zeit des Nationalsozialismus (als Herausgeber). 5 Bände. Lohengrin, Rendsburg 1991–1993 (Neuauflage als DVD 2011).
- Götter, Hexen und Naturgeister. Sagen und Sagenhaftes der Insel Föhr (als Herausgeber). Flensburg 1998, ISBN 3-926841-84-2.
- Anthroposophen und Nationalsozialismus (Teil I). Flensburger Hefte 32, Flensburg 1991, ISBN 3-926841-32-X.
- Anthroposophen und Nationalsozialismus (Teil II). In: Flensburger Hefte, Sonderheft 8, Flensburg 1991, ISBN 3-926841-27-3.
- Anthroposophie und Rassismus. Flensburger Hefte 41, Flensburg 1993, ISBN 3-926841-54-0.
- Lernen aus der eigenen Geschichte oder im Dreck wühlen? Zur Geschichte der Anthroposophischen Bewegung und Gesellschaft in der Zeit des Nationalsozialismus. In: Jahrbuch für anthroposophische Kritik. München 1994, S. 108–113, ISBN 3-929606-01-1.
- Feuer aus der Asche. Gedanken zur Situation an Ausbildungsstätten und Universitäten. In: Jugendideale. Flensburger Hefte 46, Flensburg 1994, ISBN 3-926841-62-1.
- Das Geheimnis der 8. Sphäre. In: Die Hintergründe von 666. Flensburger Hefte 61, Flensburg 1998, ISBN 3-926841-85-0.
- Geschichte ist machbar. Die Entfremdung der Arbeit und ihre Überwindung. In: Arbeitslosigkeit – Weg ins Ungewisse. Flensburger Hefte 62, Flensburg 1998, ISBN 3-926841-87-7.
- Zanoni und die Erlebnisse an der Schwelle. In: Doppelgänger – Der Mensch und sein Schatten. Flensburger Hefte 65, Flensburg 1999, ISBN 3-926841-91-5.
- Die Mysterien finden auf dem galaktischen Bahnhof statt. In: Hellsehen – Der Blick über die Schwelle. Flensburger Hefte 66, Flensburg 1999, ISBN 3-926841-92-3.
- Die Zukunft ist offen. Unzeitgemäßes zur Eurythmie. In: Eurythmie – Aufbruch oder Ende einer jungen Kunst. Flensburger Hefte 73, Flensburg 2001, ISBN 3-935679-01-7.
- Was kann jetzt noch „Normalität“ heißen. Orientierungssuche in einer schlagartig veränderten Welt. In: Abgründe und Chancen in Zeiten des Egoismus. Flensburger Hefte 74, Flensburg 2001, ISBN 3-935679-02-5.
- Auf der Flucht. Interview mit Arfst Wagner. In: Empathie. Flensburger Hefte Nr. 131, Flensburg 2016, ISBN 978-3-945916-07-0.
- Ich glaube an die Kraft der Ideen. Interview mit Arfst Wagner. In: Vertrauen. Vom Urvertrauen des Kindes zum bedingungslosen Grundeinkommen. Flensburger Hefte Nr. 137. Flensburg 2017. ISBN 978-3-945916-16-2
- "Debatte Grundeinkommen. Umdenken lohnt sich". TAZ v. 21. Januar 2019.
- Arfst Wagner: Schafe im Nebel. Erinnerungen an den Maler Gustav Mennicke. Tetenhusen 2021. ISBN 978-0-9933169-6-8